# Танакпур
Танакпур (англ. Tanakpur) — город в индийском штате Уттаракханд в округе Чампават. Расположен на берегу реки Сарда. Средняя высота над уровнем моря — 255 метров.
По данным всеиндийской переписи 2001 года, в Танакпуре проживало 15 810 человек, из которых мужчины составляли 53 %, женщины — 47 %. Уровень грамотности взрослого населения составлял 65 %, что выше среднеиндийского уровня (59,5 %). Среди мужчин, уровень грамотности равнялся 71 %, среди женщин — 58 %. 15 % населения составляли дети до 6 лет.
| Перепись населения | Перепись населения | Перепись населения | Перепись населения |
| Год переписи       | Нас.               |                    | %±                 |
| ------------------ | ------------------ | ------------------ | ------------------ |
| 1971               | 6003               |                    | —                  |
| 1981               | 8818               |                    | 46.9%              |
| 1991               | 13 110             |                    | 48.7%              |
| 2001               | 15 811             |                    | 20.6%              |
| 2011               | 17 626             |                    | 11.5%              |